# Antykapitalistyczna Lewicowa Współpraca dla Obalenia
Antykapitalistyczna Lewicowa Współpraca na rzecz Przewrotu (grecki,Αντικαπιταλιστική Αριστερή Συνεργασία για την Ανατροπή, ΑΝΤ.ΑΡ.ΣΥ.Α., Antikapitalistiki Aristeri Synergasia gia tin Anatropi) – grecka skrajnie lewicowa koalicja wyborcza, ustanowiona w 2009 roku.
Przynależność do koalicji deklaruje 10 różnych organizacji. Do największych z nich zalicza się – ΕΕΚ, MERA i ENANTIA (dwie pierwsze z nich to koalicje).
W wyborach regionalnych w 2010 roku ugrupowanie uzyskało 1,80 procenta poparcia.
W wyborach parlamentarnych w 2012 uzyskała 75,463 (1,19%).